# Château de Virgoletta
Le château de Virgoletta (en italien : Castello di Virgoletta), est un ancien château médiéval situé dans le hameau de Virgoletta, une frazione de la commune d'Villafranca in Lunigiana, dans la province de Massa-Carrara en Toscane,.
Il a été construit pour défendre la route qui remontait la vallée du torrent Bagnone vers les Apennins et le nord de l'Italie, dans la région historique de la Lunigiana. Il a appartenu à l'une des branches de la Malaspina dello Spino Fiorito.

## Historique
L'origine du château se situe vraisemblablement au XIIe siècle, avec la construction d'une tour à base carrée et ses murailles d'enceinte reposant sur la colline au-dessus du village.
Les premiers seigneurs furent les Corbellari, puis la famille Malaspina de Spino Secco prit la relève.
En 1449, Galeotto di Campofregoso (it) en prit possession et commença à transformer le manoir en un élégant palais. Avec la mort de Campofregoso, les Malaspina reprirent possession du fief en 1474.
Pendant trois siècles, les Malaspina régnèrent avec une relative tranquillité, jusqu'à ce qu'en 1705 le marquis Giovanni Malaspina soit expulsé par la population insurgée lors d'une révolte pour la reconnaissance de la souveraineté de Philippe V d'Espagne, tandis que Giovanni maintenait des positions pro-impériales. Une fois l'ordre rétabli, en 1797 Napoléon Ier abolit les fiefs, le marquis Giovanni II mourut et le château passa à certaines familles de la ville.
Pendant la Seconde Guerre mondiale, le château devient le siège d'un commandement allemand de la ligne gothique. Le château subit divers dommages et laissé à l'abandon. Les propriétaires actuels ont restauré les salles intérieures dans leur splendeur d'antan. C'est une propriété privée qui ne se visite pas.